# Kauriya
Kauriya fou un estat tributari protegit de l'Índia, del tipus zamindari, al districte de Raipur a les Províncies Centrals avui Chhattisgarh. Estava situat a uns 130 km a l'est de Raipur i tenia una superfície de 293 km² amb 113 pobles i una població d'uns 11,000 habitants (1881). La terra era pobre i en molts llocs buida o no cultivada. El sobira era un gond.
Una població amb el mateix nom més a l'oest (districte de Narsinghpur a Madhya Pradesh) era propietat del raja de Gangai.